# Edward Savage

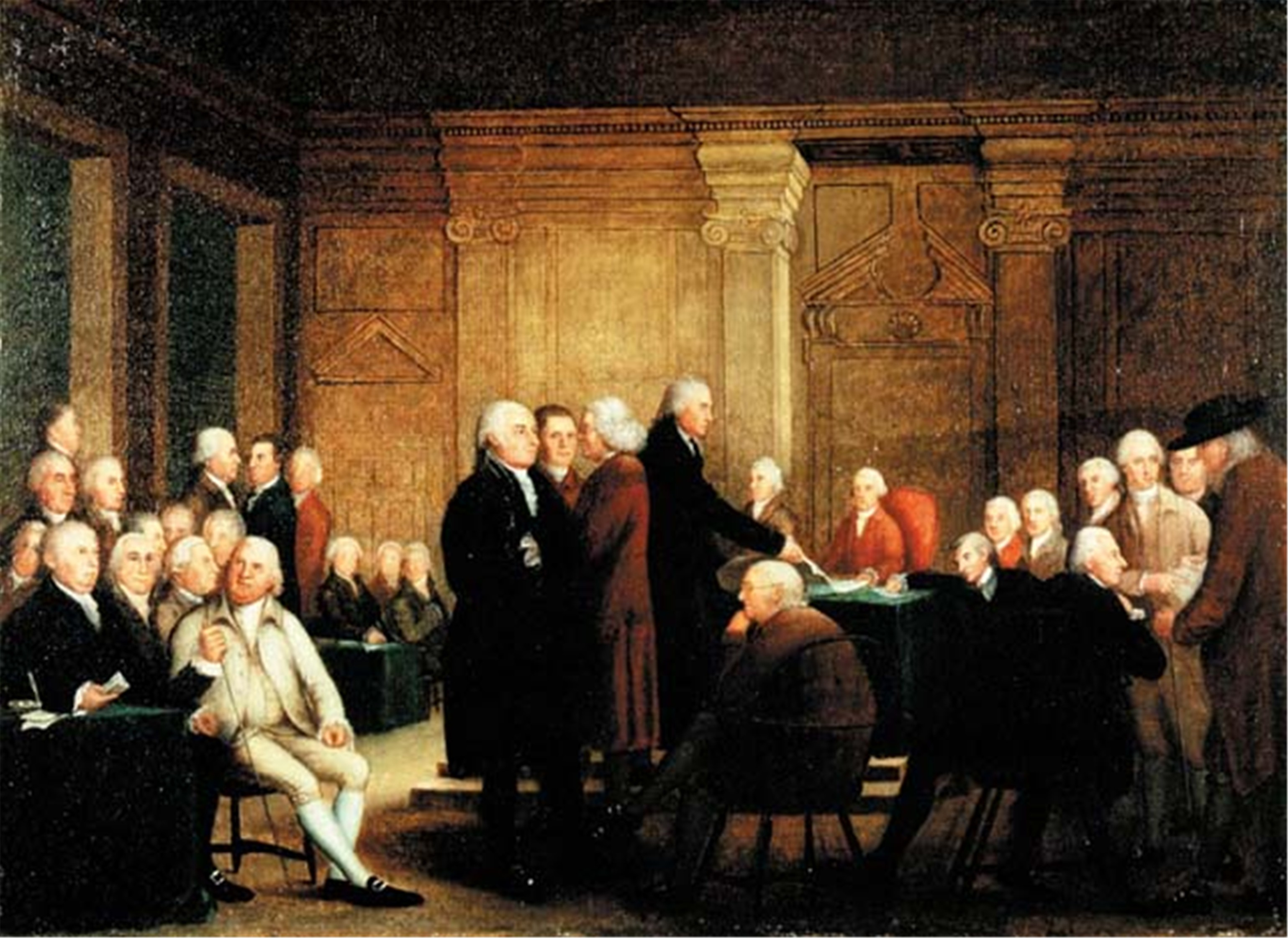
^{Atwater Kent Museum, Philadelphia}
Congress Voting Independence (1784–1801)

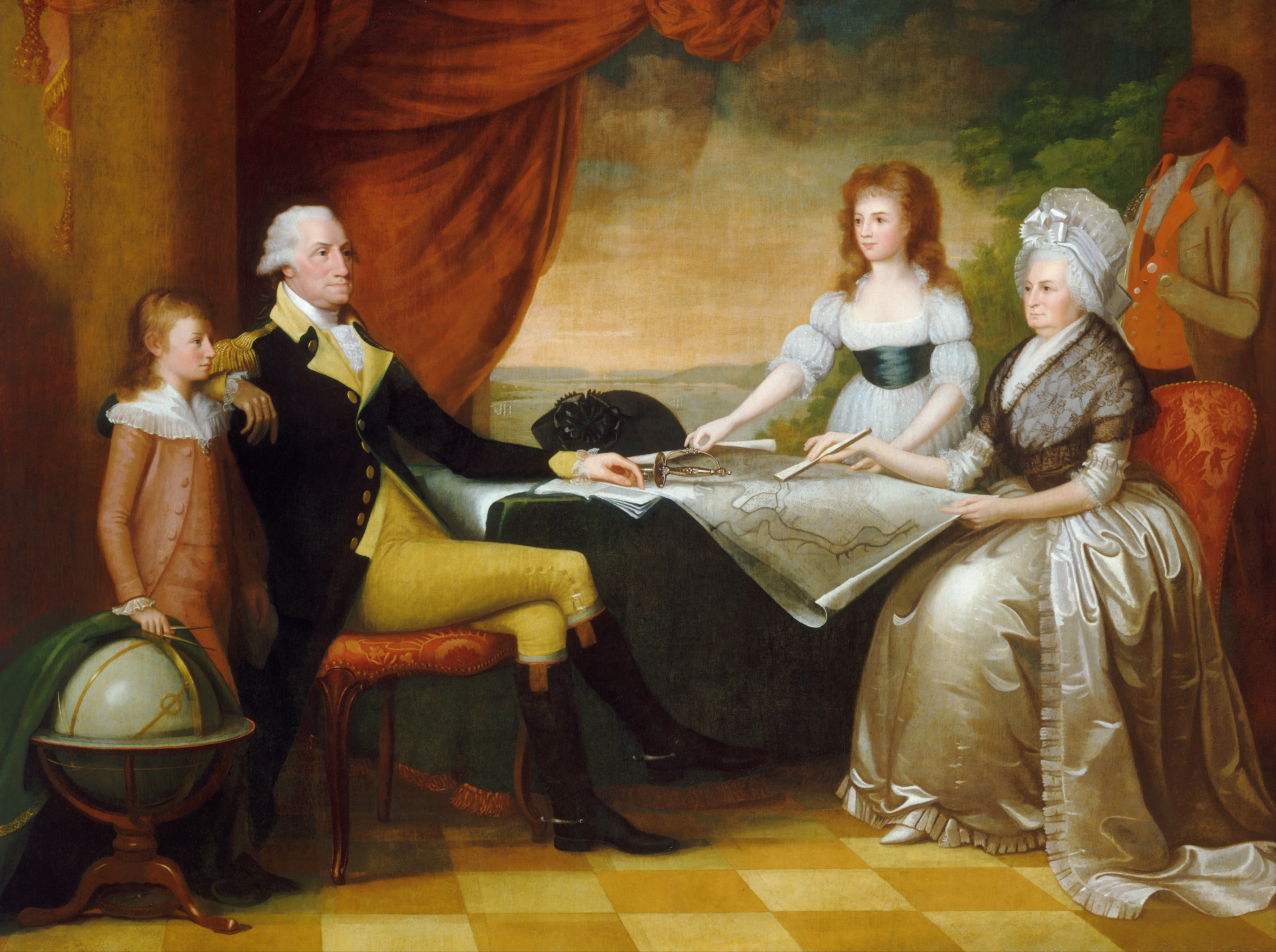
^{National Gallery of Art}
The Washington Family (1789–1796)

Edward Savage (* 26. November 1761 in Princeton; † 6. Juli 1817 ebenda) war ein amerikanischer Maler und Kupferstecher.
Er arbeitete zunächst als Goldschmied und praktizierte auch als Graveur. Obwohl er in der Malerei scheinbar ungeübt war, wurde er im Jahre 1790 bekannt durch sein Porträt von George Washington, das gedacht war als Geschenk an die Harvard University. Im Jahre 1791 besuchte er London, wo er eine Zeit lang unter Benjamin West studierte, danach ging er Italien. Nach seiner Rückkehr in die Vereinigten Staaten im Jahr 1794 arbeitete er in Philadelphia und New York City, wo er einige Jahre eine Bildergalerie und ein Kunstmuseum in der Water Street unterhielt. Er heiratete Sarah Seaver am 14. November 1794 in Boston.
Robert Edge Pine begann 1784 die erste Darstellung des Congress Voting Independence (heute ein Teil der Historical Society of Pennsylvania Collection, Atwater Kent Museum, Philadelphia), aber das Bild war bei seinem Tod unvollendet. Savage beendete das Gemälde im Jahre 1801, und das Mezzotinto des Bildes wurde zur Massenware. Seine Porträts von Anthony Wayne, Benjamin Rush und Thomas Jefferson wurden sehr geschätzt. Aber bekannt wurde Savage für das lebensgroße Gruppenporträt The Washington Family (1789 begonnen, fertiggestellt 1796). Er porträtierte dabei Präsident George Washington, die First Lady Martha Washington, zwei ihrer Enkel (George Washington Parke Custis und Eleanor Parke Custis Lewis) sowie einen versklavten Diener, wahrscheinlich Christopher Sheels. Das Gemälde war ein Teil der Sammlung von William F. Havemeyer in New York, bis es von Andrew W. Mellon gekauft wurde, der es schließlich der National Gallery of Art in Washington, D.C. spendete.

## Quelle
- Ancestry.com

## Weblink
| Personendaten    | Personendaten                          |
| ---------------- | -------------------------------------- |
| NAME             | Savage, Edward                         |
| KURZBESCHREIBUNG | amerikanischer Maler und Kupferstecher |
| GEBURTSDATUM     | 26. November 1761                      |
| GEBURTSORT       | Princeton                              |
| STERBEDATUM      | 6. Juli 1817                           |
| STERBEORT        | Princeton                              |